# Veronica allahuekberensis
Veronica allahuekberensis är en grobladsväxtart som beskrevs av A. Öztürk. Veronica allahuekberensis ingår i släktet veronikor, och familjen grobladsväxter. Inga underarter finns listade i Catalogue of Life.